# 第27回全日本大学サッカー選手権大会
第27回全日本大学サッカー選手権大会は1978年11月30日から12月3日にかけて開催された全日本大学サッカー選手権大会である。早稲田大学が4年ぶり6回目の優勝を果たした。

## 概要
9地域の代表11校と総理大臣杯全日本大学サッカートーナメント優勝校が参加した。

### 大会日程
- 1978年11月30日 - 1回戦
- 1978年12月1日 - 準々決勝
- 1978年12月2日 - 準決勝
- 1978年12月3日 - 決勝、三位決定戦

### 開催競技場
- 西が丘サッカー場（1回戦・準々決勝・準決勝・決勝）
- 駒沢競技場（1回戦・準々決勝）

## 出場大学
- 早稲田大学（総理大臣杯優勝・2年ぶり11回目）
- 札幌大学（北海道代表・11年連続11回目）
- 仙台大学（東北代表・3年ぶり4回目）
- 中央大学（関東第1代表・2年ぶり9回目）
- 法政大学（関東第3代表・7年連続10回目）
- 金沢大学（北信越代表・7年連続8回目）
- 中京大学（東海代表・7年連続12回目）
- 大阪商業大学（関西第1代表・7年連続11回目）
- 大阪体育大学（関西第2代表・3年連続3回目）
- 広島大学福山校（中国代表・3年ぶり3回目）
- 松山商科大学（四国代表・2年ぶり5回目）
- 九州産業大学（九州代表・2年ぶり12回目）

## 試合日程・結果

### 1回戦
| 1978年11月30日 |

| 仙台大学 | 0 - 1 延長 | 広島大学福山校 |
|          |            |                |

| 西が丘サッカー場 |

| 1978年11月30日 |

| 中京大学 | 0 - 2 | 法政大学 |
|          |       |          |

| 西が丘サッカー場 |

| 1978年11月30日 |

| 金沢大学 | 1 - 0 | 札幌大学 |
|          |       |          |

| 駒沢競技場 |

| 1978年11月30日 |

| 松山商科大学 | 0 - 5 | 九州産業大学 |
|              |       |              |

| 駒沢競技場 |

### 準々決勝
| 1978年12月1日 |

| 中央大学 | 3 - 0 | 広島大学福山校 |
|          |       |                |

| 西が丘サッカー場 |

| 1978年12月1日 |

| 大阪体育大学 | 1 - 3 延長 | 法政大学 |
|              |            |          |

| 西が丘サッカー場 |

| 1978年12月1日 |

| 金沢大学 | 0 - 4 | 早稲田大学 |
|          |       |            |

| 駒沢競技場 |

| 1978年12月1日 |

| 九州産業大学 | 1 - 3 | 大阪商業大学 |
|              |       |              |

| 駒沢競技場 |

### 準決勝
| 1978年12月2日 |

| 中央大学 | 0 - 1 | 法政大学          |
|          |       | 得点者不明 後10分 |

| 西が丘サッカー場 |

| 1978年12月2日 |

| 早稲田大学  | 1 - 0 | 大阪商業大学 |
| 島崎 後21分 |       |              |

| 西が丘サッカー場 |

### 三位決定戦
| 1978年12月3日 |

| 中央大学 | 0 - 2 | 大阪商業大学 |
|          |       |              |

| 西が丘サッカー場 |

### 決勝
| 1978年12月3日 |

| 法政大学 | 0 - 1 | 早稲田大学  |
|          |       | 植田 前10分 |

| 西が丘サッカー場 |

## 最終結果
| 第16回全日本大学サッカー選手権大会 優勝チーム |
| --------------------------------------------- |
| 早稲田大学 4年ぶり6回目                       |

## 主な出場選手
- 坪田和美（法政大学）
- 菅又哲男（法政大学）
- 楚輪博（法政大学）
- 川勝良一（法政大学）
- 岡田武史（早稲田大学）
- 原博実（早稲田大学）